# Wyoming (Illinois)
Wyoming è un comune degli Stati Uniti d'America, situato nello Stato dell'Illinois, nella contea di Stark.